# Caenopsylla eremita
Caenopsylla eremita – gatunek pcheł zaliczanych do rodziny Leptopsyllidae. Gatunek odkryty i opisany przez Jean-Claude'a Beaucournu oraz polskiego zoologa Kazimierza Kowalskiego. Holotyp pasożytował na gundii Massoutiera mzabi mieszkającej w górach Hoggar na południu Algierii.